# Royal Aircraft Factory F.E.8
Royal Aircraft Factory F.E.8 – brytyjski samolot myśliwski z okresu I wojny światowej.

## Historia
Konstruktorem samolotu F.E.8 był J. Kennworthy. Oblot samolotu odbył się w październiku 1915 roku, jednak pierwszy dywizjon przezbrojono w te samoloty dopiero w sierpniu 1916 roku. Samolot był porównywalny ze zbliżonym konstrukcyjnie Airco DH.2, ale ponieważ wszedł do uzbrojenia później nie odniósł większych sukcesów. Ze służby został wycofany w połowie 1917 roku. Wyprodukowano ponad 200 myśliwców tego typu.

## Opis
F.E.8 był samolotem dwupłatowym o konstrukcji mieszanej. Kratownica gondoli kadłuba wykonana z rurek stalowych, krytych blacha aluminiową. Skrzydła drewniane, kryte płótnem. Podwozie dwukołowe. Silnik rotacyjny z czterołopatowym śmigłem pchającym, typu Gnome (74 kW), Le Rhône (80 kW) lub Clerget (80 kW). Załoga jednoosobowa. Samolot uzbrojony był w pojedynczy karabin maszynowy Lewis zamocowany w gondoli, przed kabiną pilota.